# Drasteria habibazel
Drasteria habibazel är en fjärilsart som beskrevs av Dumont 1922. Drasteria habibazel ingår i släktet Drasteria och familjen nattflyn. Inga underarter finns listade i Catalogue of Life.